# Нова алія
«Нова алія» (івр. עלייה חדשה) — ліберальна партія Підмандатної Палестини (Ішув) до створення Держави Ізраїль.

## Історія
Партію «Нова алія» була заснована у середині 1942 року як втілення політичної партії «Асоціація німецьких іммігрантів та іммігрантів Австрії». Партію очолив Пінхас Розен, який також головував в Асоціації. Перше зібрання партії відбулося в Хайфі в червні 1942 року. Партія здобула майже чверть голосів у Хайфі і після цього успіху, цей список партії змагався в Нетанії. Ближче до кінця 1942 року партія провела національний з'їзд у Кфар-Шмарьягу. У жовтні 1943 року відбувся другий національний з'їзд партії, цього разу в Хайфі. Частина засідань проходила івритом, а частина німецькою. На той час партія налічувала близько 10 000 членів і близько 50 осередків.
На виборах до Зібрання представників 1944 року партія отримала 18 місць із 171. Представник Ґеорґ Ландауер увійшов до виконавчого комітету Єврейської національної ради, але звільнився з нього через бездіяльність виконкому.
У партії виникли розбіжності в позиції щодо плану ООН по розділенню Палестини від 29 листопада 1947 року. Більшість партії, на чолі з Пінхасом Розеном підтримала позицію лідерів ішува, яке прийняло план поділу, і Розен став членом Мінгелет-га-Ам, а після проголошення незалежності став міністром юстиції в Тимчасовому уряді. Меншість, на чолі з Ґеорґом Ландауером вважала план поділу нежиттєздатним. Ця меншість також вимагала чіткої ідентифікації партії із Заходом і виступала проти створення Прогресивної партії.
У жовтні 1948 року партія об'єдналася з ліберальним робітничим рухом «Працівники-сіоністи» і з фракцією загальних сіоністів «Алеф» для створення Прогресивної партії.

## Погляди партії
Партія спиралася на іммігрантів з Німеччини та Австрії, які прибули до Палестини під час П'ятої алії. Вона також співпрацювала з вихідцями з Чехословаччини та Угорщини. Частина її програми стосувалася збереження гідності та прав іммігрантів П'ятої алії і особливо їхньої культури, якою вони пишалися.
Партія мала поміркований політичний характер. Вона підтримувала співпрацю з британськими мандатними органами відповідно до «Білої книги» як із «необхідним злом», яку її опоненти представляли як лівацтво і навіть антисіонізм. Партія не висловила позиції щодо Білтморської програми, який опоненти трактували як підтримку продовження єврейського життя в Палестині під егідою британського мандату. Речники партії стверджували, що вони не виступають проти незалежності, але заперечували зв'язування усього майбутнього сіонізму в одній програмі.
Партія була сіоністською, ліберальною та поміркованою. Партія також була світською, як і більшість центральноєвропейських іммігрантів.

## Партійні видання
Партія публікувала івритом своє видання «Колони» (чи «Сторінки», івр. עמודים), починаючи з середини 1944 року, а німецькою — «Mitteilungsblatt».

## Участь у виборах
- Місцева рада Раанани (березень 1944 року) — одне місце з 12[21];
- Комітет Біньяміни (січень 1945 року) — мандат 1 з 9[22];
- Реховотська рада (лютий 1945 року) — не була представлена. Угода з прогресивними дала їм місце в раді[23];
- Нагарійська місцева рада (грудень 1945 року) — 4 місця з 11[24];
- На виборах до 22-го Всесвітнього конгресу сіоністів (жовтень 1946 року) — партія отримала 5 депутатів, набравши близько 6,5 % голосів[25][26].

## Виноски
1. ↑  מגבשים רשימות‬ (івр.) . דבר. 07.05.1942.
2. ↑  בפרוס הבחירות בנתניה‬ (івр.) . דבר. 20.10.1942.
3. ↑  החלטותיה הנוספות של וועידת עולי גרמניה‬ (івр.) . הצופה. 10.11.1942.
4. ↑  חיפה, עלייה חדשה מגבשת כוחותיה‬ (івр.) . הצופה. 24.11.1942.
5. ↑  חיפה, כינוס עלייה חדשה‬ (івр.) . הצופה. 31.10.1943.
6. ↑  עליה חדשה בכינוסה הארצי‬ (івр.) . על המשמר. 31.10.1943.
7. ↑  ד"ר לנדאואר עזב את הנהלת הועה"ל‬ (івр.) . על המשמר. 16.03.1945.
8. ↑   מרכז "עליה חדשה" בעד הקמת המפלגה הפרוגרסיבית ‬ (івр.) . דבר. 21.04.1948.
9. ↑  העלייה החדשה ‬ (івр.) . דבר. 14.07.1942.
10. 1 2  י. גן צבי (11.11.1942). העלייה החדשה‬ (івр.) . הצופה.
11. ↑   לעולי אירופה התיכונה בחיפה ‬ (івр.) . המשקיף. 22.06.1942.
12. ↑   כישלון ציון בציון ‬ (івр.) . המשקיף. 29.06.1942.
13. ↑   הכינוס הארצי של עלייה חדשה דן על המדיניות הציונית ‬ (івр.) . על המשמר. 01.11.1943.
14. ↑  שבועון לעליה חדשה ‬ (івр.) . על המשמר. 26.06.1944.
15. ↑  "עליה חדשה" מבקשת רק לצום ‬ (івр.) . המשקיף. 21.04.1946.
16. ↑  איך עושים זאת?  ‬ (івр.) . הצופה. 13.01.1947.
17. ↑  ביטאון העלייה החדשה ‬ (івр.) . המשקיף. 19.07.1943.
18. ↑  מחלוקת ויצמן בן גוריון ‬ (івр.) . המשקיף. 15.01.1945.
19. ↑  "עליה חדשה" סבורה שאי אפשר לדרוש עלית 100 ‬אלף‬ (івр.) . המשקיף. 20.11.1946.
20. ↑  עלייה חדשה עולה על דרך ישנה‬ (івр.) . קול העם. 02.04.1947.
21. ↑  הבחירות ברעננה‬ (івр.) . המשקיף. 16.03.1944.
22. ↑  תוצאות הבחירות לוועד בנימינה‬ (івр.) . על המשמר. 18.01.1945.
23. ↑  נצחון להסתדרות בבחירות למועצה המקומית ברחובות‬ (івр.) . על המשמר. 06.02.1945.
24. ↑  תוצאות הבחירות למועצת נהריה‬ (івр.) . על המשמר. 31.12.1945.
25. ↑  חלוקת המאנדאטים‬ (івр.) . הצופה. 31.10.1946.
26. ↑  סוכמו תוצאות הבחירות‬ (івр.) . על המשמר. 11.11.1946.